# 바운티 헌터스: 현상금사냥꾼
"바운티 헌터스: 현상금사냥꾼"(赏金猎人, Bounty Hunters)는 중국, 한국에서 제작된 신태라 감독의 2016년 액션, 코미디 영화이다. 이민호 등이 주연으로 출연하였고 Raymond Wong 등이 제작에 참여하였다.

## 출연

### 주연
- 이민호 : 이산 역 - 본 작품의 메인 주인공.
- 종한량 : 아요 역 - 본 작품의 서브 주인공.
- 당언 : 캣 역 - 본 작품의 여주인공.

### 조연
- 우첸위 : 스완 역
- 번소황 : 보보 역
- 서정희 : 토미 역 - 본 작품의 메인 빌런이자 진 최종 보스.
- 김유미 : 메이 역 - 본 작품의 중간 보스.
- 자야나마 노파차이 : 둠파 역
- 론 올리버 : 샘 역
- 신우철 : 호텔회장 역
- 나타퐁 아울리스 : 안경남 역
- 데이빗 이스마로네 : UFS선수 역
- 라차니분 페인윅레이소폰 : 여기자 역
- 크리위 쿨라와타노타이 : UFS사회자 역
- 코라베 핌수크 : 둠파애인 역

### 단역
- 이상철, 이경훈, 부정우, 김용석, 이종신, 김재준, 서정주, 박영식, 정성호 : 토미부하 역
- 전운종, 이규호, 윤영균, 한동희, 박충환, 금광산, 선율우, 김대근 : 엄삼부하 역
- 이동영, 정지명, 심상민, 김승필 : 홍콩헌터 역
- 쿤칫 촘포스리, 나랏 파탄나퐁차이 : 태국건달 역
- 미람 :  인천A호텔 웨이트리스 역
- 지건우, 배진웅, 서정수, 홍광석, 임왕섭 : 인천A호텔 마스크맨 역
- 홍의정 : 제주 트럭기사 역
- 김호승 : 제주도A호텔 카운터 직원 역
- 차준명 황보라 : 회장 수행 역
- 강민재 : 인천 택시기사 역
- 파크완 칸파닛, 윳타폴 프로명 : 태국시골마을 꼬마 역
- 윗티퐁 쿠나르사 : 태국시골마을 결혼식 신랑 역
- 나팟 아피락시라 : 태국시골마을 결혼식 신부 역
- 지라팟 아리에유 : 태국시골마을 결혼식 사회자 역
- 이동영 : 이산 스탠딩 역
- 정지명 : 아요 스탠딩 역
- 황보라 : 캣 스탠딩 역
- 김현희 : 메이 대역 역
- 김용필 : 앵커 목소리 역

### 특별출연
- 김민교 : 엄삼 역

## 기타
- 각색: 김지호
- 각색: 최유정
- 각색: 최주영
- 각색: 신한솔
- 제작총괄: 최순식
- 제작총괄: 이상직
- 제작실장: 윤인경
- 제작부장: 김도균
- 제작부장: 오제헌
- 제작부장: 김우영
- 제작팀: 정영준
- 제작팀: 곽성환
- 제작팀: 홍정희
- 제작팀: 임지원
- 제작팀: 김병학
- 제작지원: 김형일
- 제작지원: 전예진
- 제작지원: 이춘우
- 제작회계: 곽수정
- 공동제공: 장영훈
- 공동제공: Zhang Meng Wan
- 공동제공: Lu Ying Ying
- 공동제공: Chen Jiu
- 공동제공: Johnson Zhao
- 공동제작: 황자환
- 공동제작: Changming Deng
- 공동제작: Wenwen Ruan
- 공동제작: Alvina Wong
- 공동제작: Jamie Lai
- 공동제작: 홍민영
- 공동제작: 한재윤
- 공동제작: Eric Chan
- 공동제작: Louis Wong
- 공동제작: Evelina Wu
- 공동제작: Yifan Wang
- 제공: 이재우
- 제공: Raymond Wong
- 제공: Jerry Xi
- 촬영부: 유영기
- 촬영부: 박경원
- 촬영부: 곽소정
- 촬영부: 현용주
- 촬영부: 한명호
- 촬영부: 고광명
- 촬영부: 육민재
- 조명: 김종선
- 조명부: 윤종근
- 조명부: 박세환
- 조명부: 김덕인
- 조명부: 가정화
- 조명부: 김대종
- 조명부: 최건희
- 조명부: 이정홍
- 조명부: 김현진
- 그립: 이중완
- 그립: 한귀웅
- 키그립: 이현규
- 스크립터: 최유정
- 조감독: 김지호
- 동시녹음: 박현수
- 붐오퍼레이터: 김용수
- 붐어시스턴트: 손동진
- 사운드: 홍예영
- 사운드: 성지영
- 작곡: 최승현
- 작곡: 이용범
- 작곡: 오한중
- 작곡: 유현식
- 작곡: 신민욱
- 미술: 지현서
- 미술팀: 조현정
- 미술팀: 정준
- 미술팀: 윤성진
- 미술팀: 김민영
- 미술팀: 윤진우
- 세트팀: 추교선
- 세트팀: 남천석
- 소품: 김지완
- 소품팀: 한가람
- 소품팀: 강기한이
- 소품팀: 이찬영
- 소품팀: 황예진
- 미술팀장: 최지연
- 특수효과: 이희경
- 특수효과팀: 김우진
- 시각효과: 이주원
- 시각효과: 서경훈
- -무술팀: 홍광석
- -무술팀: 서정주
- -무술팀: 박영식
- -무술팀: 이건문
- -무술팀: 홍의정
- -무술팀: 김원진
- -무술팀: 김미진
- -무술팀: 황영윤
- -무술팀: 임왕섭
- -무술팀: 이상하
- -무술팀: 정성호
- -무술팀: 이학렬
- -무술팀: 김태야
- -무술팀: 이동민
- -무술팀: 정택호
- -무술팀: 김선간
- -무술팀: 김용호
- -무술팀: 이상철
- -무술팀: 황유현
- -무술팀: 박태강
- -무술팀: 이광호
- -무술팀: 최지명
- -무술팀: 서정수
- -무술팀: 안용우
- -무술팀: 민지민
- -무술팀: 김도연
- -무술팀: 모상범
- -무술팀: 이태호
- -무술감독: 고현웅
- -무술감독: 최광락
- 분장: 홍수희
- 분장팀: 손수정
- 헤어: 강호
- 헤어: Tony Lee
- 헤어: 윤정숙
- 의상: 임승희
- 의상: 정혜진
- 현장편집: 배연태
- 현장편집: 홍임수
- D.I.: 김일광
- 프로덕션 디자이너: 양홍삼
- 3D 컨버팅: 이주국
- 회계부장: 송기향
- 태국 프로덕션 지원: 이성규
- 중국 코디네이터 팀장: 고해성
- 중국 코디네이터팀: 신화언
- 중국 코디네이터팀: 김청운
- 중국 코디네이터팀: 황경애
- 중국 코디네이터팀: 카라
- 중국 코디네이터팀: 조민혁
- 중문 스크립터: 하우이
- 중문 스크립터: 엄근하
- 연출팀: 김재준
- 연출팀: 이용호
- 연출팀: 정광식
- 연출팀: 김나경
- 연출팀: 황진호
- 스토리보드: 김영웅
- A촬영오퍼레이터: 조영천
- B촬영오퍼레이터: 최용순
- 촬영팀: 서종욱
- 촬영팀: 김진유
- 촬영팀: 이성중
- 촬영팀: 윤상범
- 촬영지원: 조연수
- 촬영지원: 신대균
- 촬영지원: 안현신
- 테크니컬 슈퍼바이저: 조희대
- 디지털 이미징 테크니션: 최지원
- 디지털로더: 신연경
- 디지털로더: 유병용
- 돌리그립: 김동명
- 리깅그립: 조선호
- 러시안암 해드오퍼레이터: 임형진
- 러시안암 암 오퍼레이터: 김홍철
- 러시안암 드라이버: 안종훈
- 러시안암 메케닉: 이채명
- 슈팅카: 노승회
- 스콜피오 스태빌라이저 헤드: 이학송
- 스콜피오 스태빌라이저 헤드: 이성준
- 스콜피오 스태빌라이저 헤드: 정광일
- 항공촬영: 강동우
- 항공촬영: 김성진
- 항공촬영: 남기혁
- 항공촬영: 박건우
- 조명팀: 강현우
- 조명팀: 김규태
- 조명팀: 김민철
- 조명팀: 김수빈
- 조명팀: 남기훈
- 조명팀: 박기범
- 조명팀: 박성준
- 조명팀: 박슬기
- 조명팀: 손창영
- 조명팀: 양병진
- 조명팀: 이상훈
- 조명팀: 이정훈
- 조명팀: 장한별
- 조명팀: 정다정
- 조명팀: 최희진
- 발전차: 이상열
- 추가발전차: 서호영
- 추가발전차: 고일봉
- 조명탑차: 서대식
- 조명크레인: 서대식
- 조명크레인: 황선명
- 조명크레인: 신순식
- 붐테크니션: 김건중
- 사운드어시스턴트: 마홍하
- 세트지원: 김광은
- 소품팀장: 박상희
- 특수소품실장: 이종환
- 특수소품팀: 엄기원
- 특수소품팀: 김은석
- 총기실장: 김정훈
- 소품 총기 수입: 에디 호
- 소품 총기 수입: Ying Hang Ho
- 소품 총기 수입: 한추
- 슈가글라스: 엄세용
- 의상실장: 서은경
- 의상팀장: 임지혜
- 의상팀: 경주현
- 의상지원: 신수빈
- 분장실장: 정소영
- 분장팀장: 이미진
- 미용팀장: 차보라
- 메이크업: 강윤희
- 특수효과대표: 정도안
- 특수효과팀장: 임종혁
- 특수효과팀장: 김창석
- 특수효과팀장: 박경수
- -무술팀장: 임승묵
- 무술지도: 김수영
- 무술지도: 심상민
- 무술지도: 김승필
- 현장사진: 조석환
- 메이킹촬영: 강동우
- 메이킹촬영: 안예이
- 메이킹촬영: 김성진
- 편집팀: 한미연
- 편집팀: 임혜진
- 편집팀: 박주애
- 편집팀: 오혜진
- 믹싱엔지니어: 이경호
- 레코딩 엔지니어: 이경호
- 레코딩 엔지니어: 온성윤
- 음악부문: 최승현
- 음악부문: 이용범
- 음악부문: 오한중
- 음악부문: 유현식
- 음악부문: 신민욱
- 음악부문: 이경호
- 음악부문: 배재혁
- 음악부문: 차태현
- 음악부문: 이은정
- 음악부문: 박수민
- 음악부문: 정원영
- 음악부문: 박가람
- 음악부문: 오주희
- 음악부문: 노신옥
- 음악부문: 천민수
- 음악부문: 손아롱
- 음악부문: 박지연
- 음악부문: 이선경
- 음악부문: 안세연
- 음악부문: 배은진
- 음악부문: 안지원
- 음악부문: 이혜미
- 음악부문: 전민경
- 음악부문: 임은진
- 음악부문: 이윤하
- 음악부문: 남예련
- 음악부문: 오승희
- 사운드부문: 김영호
- Dialogue Supervisor: 김민정
- 사운드부문: 최고은
- 사운드부문: 김애정
- 사운드부문: 김현욱
- 사운드부문: 이초희
- 사운드부문: 허주경
- 사운드부문: 최완규
- 사운드부문: 정성권
- 사운드부문: 안기성
- 시각효과부문: 이승훈
- 시각효과부문: 박영신
- 시각효과부문: 손승현
- 시각효과부문: 이상우
- 시각효과부문: 박성진
- 시각효과부문: 정윤희
- 시각효과부문: 곡탁뢰
- 시각효과부문: 김신철
- 시각효과부문: 서용한
- 시각효과부문: 박준호
- 시각효과부문: 김경철
- 시각효과부문: 이중희
- 시각효과부문: 장현진
- 시각효과부문: 김지현
- 시각효과부문: 강문정
- 시각효과부문: 강남규
- 시각효과부문: 김용진
- 시각효과부문: 이혁준
- 시각효과부문: 류성부
- 시각효과부문: 김태현
- 시각효과부문: 최연승
- 시각효과부문: 현보람
- 시각효과부문: 진성덕
- 시각효과부문: 임영
- 시각효과부문: 정성우
- 시각효과부문: 이종무
- 시각효과부문: 박재호
- 시각효과부문: 오선미
- 시각효과부문: 고혁
- 시각효과부문: 차윤석
- 시각효과부문: 박세영
- 시각효과부문: 이성택
- 시각효과부문: 문지은
- 시각효과부문: 김찬수
- 시각효과부문: 이병주
- 시각효과부문: 이정현
- 시각효과부문: 설재훈
- 시각효과부문: 한창민
- 시각효과부문: 김승태
- 시각효과부문: 정규영
- 시각효과부문: 하효정
- 시각효과부문: 임승남
- 시각효과부문: 정다빈
- 시각효과부문: 김장형
- 시각효과부문: 정재화
- 시각효과부문: 이인성
- 시각효과부문: 김준회
- 시각효과부문: 최선진
- 시각효과부문: 전성수
- 시각효과부문: 박지현
- 시각효과부문: \
- 시각효과부문: 임영은
- 시각효과부문: 김민경
- 시각효과부문: 이동훈
- 시각효과부문: 박명성
- 시각효과부문: 이경재
- 시각효과부문: 양시은
- 시각효과부문: 원재연
- 시각효과부문: 남탁균
- 시각효과부문: 이상헌
- 시각효과부문: 엄준호
- 시각효과부문: 김청
- 시각효과부문: 임은지
- 시각효과부문: 유지숙
- 시각효과부문: 윤보현
- 시각효과부문: 노유래
- 시각효과부문: 조혜령
- 시각효과부문: 추진아
- 시각효과부문: 박민선
- 시각효과부문: 박지섭
- 시각효과부문: 이영상
- 시각효과부문: 류수민
- 시각효과부문: 박현순
- 시각효과부문: 김승기
- 시각효과부문: 김한웅
- 시각효과부문: 이상진
- 시각효과부문: 임주영
- 시각효과부문: 양영진
- 시각효과부문: 김현성
- 시각효과부문: 김재승
- 시각효과부문: 이성규
- 시각효과부문: 정황수
- 시각효과부문: 김용수
- 시각효과부문: 허동혁
- 시각효과부문: 김한준
- 시각효과부문: 이용섭
- 시각효과부문: 이승제
- 시각효과부문: 하이주
- 시각효과부문: 최가영
- 시각효과부문: 손현일
- 시각효과부문: 김파랑
- 시각효과부문: 이지연
- 시각효과부문: 정고은
- 시각효과부문: 서덕재
- 시각효과부문: 박일왕
- 시각효과부문: 박선희
- 시각효과부문: 정민아
- 시각효과부문: 양일석
- 시각효과부문: 최철호
- 시각효과부문: 김신혜
- 시각효과부문: 김민지
- 시각효과부문: 이혜진
- 시각효과부문: 황준혁
- 시각효과부문: 김남수
- 시각효과부문: 김재철
- 시각효과부문: 김용현
- 시각효과부문: 김형남
- 시각효과부문: 고은영
- 시각효과부문: 천현아
- 시각효과부문: 김용우
- 컨셉디자인: 오하늬
- 컨셉디자인: 손혜영